# 马修·巴森
马修·巴森（英語：Matthew Butson，？—），新西兰男子高山滑雪运动员。他曾代表新西兰参加1998年冬季残疾人奥林匹克运动会高山滑雪比赛，获得三枚金牌和一枚银牌。